# Phare de Wybelsum
Le phare de Wylbelsum (en allemand : Leuchtturm Wybelsum) est un phare actif situé sur la route de la digue du polder Wybelsum (Arrondissement du Pays de l'Ems - Basse-Saxe), en Allemagne. Il est géré par la WSV de Emden .

## Histoire
Le phare de Wybelsum , mis en service en 1971, se situe du côté intérieur de la digue du fleuve Ems entre Emden et Knock. Il est situé dans le parc éolien sur la rive nord de l'estuaire à 5 km à l'est de Knock et 6 km à l'ouest d'Emden.
Il est entièrement automatisé et géré à distance, comme le phare de Knock, par le centre de circulation d'Ems. Il est alimenté par le réseau électrique et possède un Système d'identification automatique pour la navigation maritime (AIS).

## Description
Le phare  est une tour cylindrique en béton de 18 m de haut, avec galerie et lanterne, montée sur une base en béton. Un local technique octogonal est incorporé dans la tour sous la lanterne. La tour est peinte en rouge avec deux bandes horizontales blanches. Son feu fixe émet, à une hauteur focale de 16 m, un feu blanc et rouge, selon direction. Sa portée est de 6 milles nautiques (environ 11 km) pour le feu blanc, et 4 milles nautiques (environ 7,5 km) pour le feu rouge.
Il est équipé d'une corne de brume émettant par période de 30 secondes.
Identifiant : ARLHS : FED-268 - Amirauté : B1012 - NGA : 10056 .
|                         |
| Le phare (vue aérienne) |

|          |
| Le phare |

### Lien connexe
- Liste des phares en Allemagne